# 何塞·路易斯·莫爾托
何塞·路易斯·莫爾托（西班牙語：José Luis Moltó；1975年6月29日—）是一位西班牙排球運動員。他也是西班牙國家男子排球隊的一員，代表西班牙參加了2000年悉尼奧運會的排球比賽。

## 外部連結
- 何塞·路易斯·莫爾托在国际奥林匹克委员会的资料